# Cornelia Rogall-Grothe

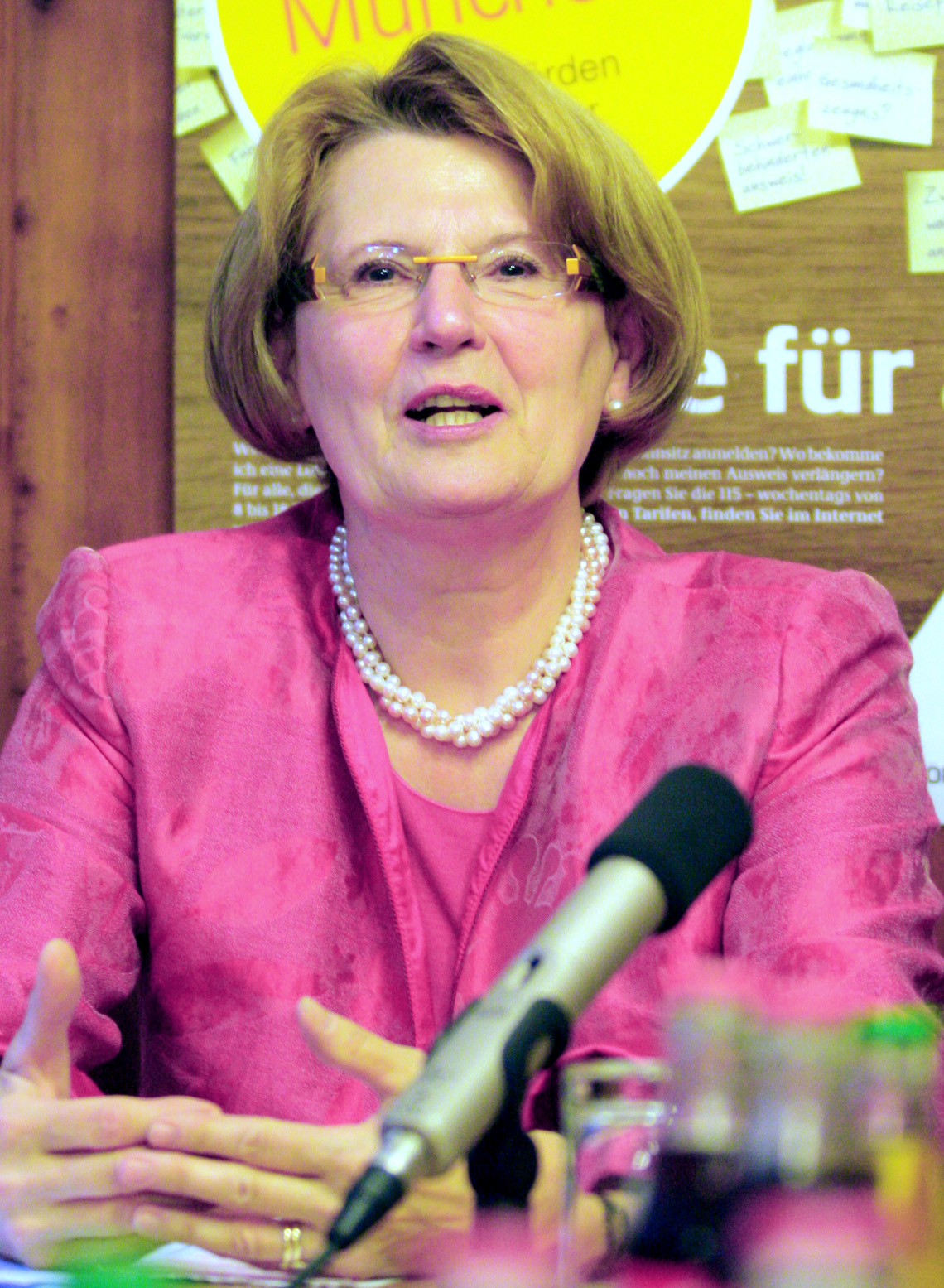
Cornelia Rogall-Grothe (Juli 2012)

Cornelia Rogall-Grothe (* 1949 in Paderborn) ist eine deutsche politische Beamtin. Sie war zwischen Februar 2010 und August 2015 Beauftragte der Bundesregierung für Informationstechnik sowie beamtete Staatssekretärin im Bundesministerium des Innern (BMI), wo sie durch Hans-Georg Engelke abgelöst wurde.

## Ausbildung und Beruf
Rogall-Grothe studierte ab 1968 Rechtswissenschaften in Bonn, Freiburg im Breisgau und Heidelberg. Nach dem juristischen Referendariat 1974 schloss sie im Jahr 1977 ihre Ausbildung mit dem zweiten juristischen Staatsexamen ab und arbeitete fortan als Referentin im BMI. 1990 stieg sie zur Referatsleiterin auf und leitete ab 1995 die Unterabteilung V bzw. ab 1999 die Unterabteilung M des Ministeriums. 2006 folgte ihre Beförderung zur Ministerialdirektorin mit der Funktion Abteilungsleiterin.
Von 2010 bis 2015 war sie beamtete Staatssekretärin im Bundesministerium des Innern und Beauftragte der Bundesregierung für Informationstechnik (Bundes CIO). Zudem leitete Rogall-Grothe den im Mai 2011 neu konstituierten Nationalen Cyber-Sicherheitsrat.

## Privates
Cornelia Rogall-Grothe ist verheiratet und hat zwei Kinder.